# قانون بودجه ۱۴۰۱ کل کشور ایران
لایحه قانون بودجه سال ۱۴۰۱ کل کشور ایران در سال ۱۴۰۰ در ۶۷ صفحه پیش‌نویس به مجلس شورای اسلامی ارسال شد.  پیش‌بینی دولت هدفگذاری نرخ رشد اقتصاد کشور را روی ۸ درصد نهاده‌است. بودجه شرکت‌های دولت معادل ۲۲٬۳۱۴٬۰۷۹ میلیارد ریال است.معافیت‌های مالیاتی نیز در بودجه کاهش یافت. تورم ۱۴۰۰ ایران حدود ۴۰ درصد بوده‌است.
دولت جمهوری اسلامی ایران بین ۳۰۰ تا ۶۰۰ هزار میلیارد تومان، کسری بودجه دارد.

## خلاصه
حذف نرخ ۴۲۰۰ تومان ثابت برای ارز دلار دولت انجام شد.
دانشگاه‌ها ۳۰٪ افزایش بودجه داشتند. شورای نگهبان بودجه تخصیص داده برای نظارت بر انتخابات دریافت می‌کند اما انتخاباتی برگزار نمی‌شود.
بودجه تازه سن بازنشستگی را ۲ سال بیشتر تعیین کرده‌است.
دولت مجوز واردکردن ۵۰ هزار خودرو را داد.
سهم وزارت ورزش از بودجه ۰/۰۵٪ پنج صدم درصد است.
۱۱ هزار میلیارد تومان برای طرح جوانی جمعیت داده شده‌است.

## مالیات
نرخ مالیات تولید ۲۰٪ تنظیم شد.

## آب و هوا
مدیرکل اداره حفاظت محیط زیست استان اصفهان گزارش داد سهم این استان از اعتبارات کاهش آلودگی هوا صفر بوده‌است.

## ارتش و سپاه
بودجه سپاه افزایش یافت.
دولت بسیج را معاف از پرداخت قبض انرژی و عوارض شهرداری کرد.

## عمران
مالیات واحدهای مسکن دولتی ۳۰۰ هزار تومان برای هر واحد تعیین شده‌است.

## علم
بودجه فضایی ۵ برابر شد.
بودجه تخصیص کرده به توسعه و ساخت شبکه ملی اطلاعات افزایش یافته‌است.
جدول خلاصه بودجه دستگاه‌های تابعه در لایحه بودجه سال ۱۴۰۱
| ردیف | عنوان                                      | جمع کل (مبالغ به میلیون ریال) لایحه بودجه ۱۴۰۱ |
| ۱    | ستاد ویژه توسعه فناوری نانو                | ۱٬۳۷۲٬۲۱۰                                      |
| ۲    | ستاد توسعه زیست فناوری                     | ۱٬۳۲۰٬۰۰۰                                      |
| ۳    | پارک فناوری پردیس                          | ۱٬۲۴۶٬۱۱۱                                      |
| ۴    | بنیاد ملی نخبگان                           | ۹۶۴٬۰۰۰                                        |
| ۵    | پارک زیست فناوری خلیج فارس                 | ۳۲۲٬۴۴۶                                        |
| ۶    | ستاد توسعه فناوری علوم شناختی              | ۳۱۳٬۸۴۰                                        |
| ۷    | صندوق حمایت از پژوهشگران و فناوران کشور    | ۲۵۶٬۵۱۹                                        |
| ۸    | ستاد توسعه علوم و فناوری‌های سلول‌های بنیادی | ۱۱۶٬۸۵۳                                        |

| عنوان دستگاه اصلی                                                             | جمع کل (مبالغ به میلیون ریال) |
| معاونت علمی و فناوری ریاست جمهوری                                             | ۱۹٬۸۷۳٬۲۱۴                    |
| عنوان برنامه                                                                  |                               |
| برنامه راهبری فناوری‌های نوپدید و بین رشته‌ای و توسعه همکاری‌های بین‌المللی (کمک) | ۱٬۵۰۰٬۰۰۰                     |
| برنامه پژوهش‌های علمی                                                          | ۱٬۵۰۰٬۰۰۰                     |
| برنامه سیاستگذاری و راهبری توسعه دانش بنیان و راهبری اسناد توسعه فناوری       | ۳٬۴۲۹٬۴۰۰                     |
| برنامه ارتقای شاخص‌ها و رشد اقتصادی                                            | ۱٬۱۰۰٬۰۰۰                     |
| برنامه راهبری و توسعه فناوری‌های نوپدید                                        | ۶٬۹۴۲٬۵۰۳                     |
| برنامه حمایت از نخبگان و پژوهشگران                                            | ۱٬۹۷۰٬۵۱۹                     |
| برنامه تولید و ارائه کالا و خدمات علمی، تخصصی                                 | ۹۸۴٬۶۸۱                       |
| برنامه توسعه فناوری و فن آفرینی                                               | ۲٬۴۴۶٬۱۱۱                     |

## فرهنگ
دولت بودجه نهادهای دولتی مرتبط با فرهنگ را نه درصد کم کرد.
- سازمان تبلیغات اسلامی ۲۱ دستگاه اجرائی
- وزارت فرهنگ و ارشاد اسلامی ۱۹ دستگاه اجرائی
- شورایعالی انقلاب فرهنگی ۸ دستگاه اجرائی
- وزارت میراث فرهنگی، گردشگری و صنایع دستی ۳ دستگاه اجرائی
- وزارت ورزش و جوانان ۳ دستگاه اجرائی
- شورای عالی حوزه‌های علمیه ۴ دستگاه اجرائی
- شورای برنامه‌ریزی مدیریت حوزه‌های علمیه خراسان ۱ دستگاه اجرائی
- شورای سیاستگذاری حوزه‌های علمیه خواهران ۱ دستگاه اجرائی
- سازمان صداوسیما ۱ دستگاه اجرائی

## دولت
حداقل حقوق کارکنان پنج میلیون و ۶۰۰ هزار تومان تعیین شد.مساوی ۶۰ درصد پرداخت بیشتر.
| وزارت بهداشت، درمان و آموزش پزشکی                 | ۱٬۷۴۱٬۳۳۷٬۹۳۶ |
| وزارت تعاون، کار و رفاه اجتماعی                   | ۱٬۴۵۰٬۸۲۷٬۲۷۲ |
| وزارت آموزش و پرورش                               | ۱٬۳۱۲٬۰۶۶٬۰۱۵ |
| مرکز ملی فضای مجازی کشور                          | ۹۹۸٬۷۲۸٬۰۰۰   |
| وزارت دفاع و پشتیبانی نیروهای مسلح                | ۹۵۴٬۹۸۹٬۵۳۰   |
| ستاد مشترک سپاه پاسداران انقلاب اسلامی            | ۹۲۹٬۸۸۳٬۰۱۵   |
| بنیاد شهید و امور ایثارگران                       | ۴۸۱٬۴۳۱٬۰۰۰   |
| فرماندهی کل انتظامی جمهوری اسلامی ایران           | ۴۳۲٬۳۷۱٬۱۶۵   |
| وزارت علوم، تحقیقات و فناوری                      | ۳۸۱٬۷۸۳٬۰۱۷   |
| ستاد مشترک ارتش جمهوری اسلامی ایران               | ۳۳۹٬۶۷۵٬۸۴۳   |
| دادگستری جمهوری اسلامی ایران                      | ۳۳۹٬۲۸۵٬۷۲۱   |
| کمیته امداد امام خمینی (ره) -کمک                  | ۲۵۷٬۸۱۵٬۳۷۹   |
| وزارت امور اقتصادی و دارایی                       | ۲۳۳٬۴۷۸٬۱۰۴   |
| وزارت نیرو                                        | ۲۲۴٬۸۱۷٬۳۵۷   |
| وزارت راه و شهرسازی                               | ۲۰۶٬۰۰۸٬۷۶۳   |
| وزارت جهاد کشاورزی                                | ۱۸۵٬۶۲۳٬۱۲۲   |
| سازمان بهزیستی کشور                               | ۱۷۲٬۷۷۳٬۳۱۵   |
| وزارت اطلاعات                                     | ۱۴۵٬۲۲۶٬۳۰۵   |
| وزارت ارتباطات و فناوری اطلاعات                   | ۱۳۹٬۸۸۸٬۷۲۴   |
| وزارت صنعت، معدن و تجارت                          | ۱۱۵٬۲۹۲٬۲۶۳   |
| وزارت امور خارجه                                  | ۵۶٬۰۸۶٬۴۷۶    |
| سازمان صدا و سیمای جمهوری اسلامی ایران            | ۵۲٬۸۹۲٬۳۷۰    |
| وزارت فرهنگ و ارشاد اسلامی                        | ۵۰٬۳۸۲٬۴۳۵    |
| وزارت کشور                                        | ۴۷٬۵۷۷٬۲۴۱    |
| ستاد فرماندهی کل نیروهای مسلح جمهوری اسلامی ایران | ۴۶٬۲۸۵٬۷۱۸    |
| وزارت ورزش و جوانان                               | ۳۱٬۲۴۱٬۲۹۵    |
| جمعیت هلال احمر جمهوری اسلامی ایران               | ۳۱٬۰۵۲٬۶۴۰    |
| سازمان برنامه و بودجه کشور                        | ۳۱٬۰۰۰٬۰۷۰    |
| مرکز خدمات حوزه‌های علمیه                          | ۲۸٬۰۸۸٬۱۶۰    |
| سازمان حفاظت محیط زیست                            | ۲۱٬۵۷۰٬۶۹۹    |
| وزارت میراث فرهنگی، گردشگری و صنایع دستی          | ۲۱٬۴۷۲٬۵۱۰    |
| معاونت علمی و فناوری رئیس‌جمهور                    | ۱۹٬۸۷۳٬۲۱۴    |
| شورای عالی حوزه‌های علمیه                          | ۱۷٬۱۸۶٬۶۹۰    |
| سازمان انرژی اتمی ایران                           | ۱۵٬۹۱۲٬۷۲۶    |
| نهاد ریاست جمهوری                                 | ۱۵٬۳۸۴٬۴۶۲    |
| سازمان تبلیغات اسلامی                             | ۱۵٬۳۴۲٬۷۸۷    |
| مجلس شورای اسلامی                                 | ۱۳٬۵۷۲٬۵۵۱    |
| دیوان محاسبات کشور                                | ۱۱٬۰۹۲٬۷۵۰    |
| و زارت دادگستری                                   | ۱۱٬۰۳۷٬۸۵۰    |
| وزارت نفت                                         | ۱۰٬۱۲۲٬۴۶۰    |
| سازمان ملی استاندارد                              | ۹٬۲۸۴٬۷۵۸     |
| قرارگاه مرکزی حضرت خاتم الانبیا (ص)               | ۷٬۷۱۸٬۲۲۹     |
| شورای سیاستگذاری حوزه‌های علمیه خواهران            | ۴٬۶۰۳٬۰۰۰     |
| دبیرخانه شورایعالی انقلاب فرهنگی                  | ۳٬۳۷۵٬۷۲۳     |
| شورای نگهبان                                      | ۲٬۷۷۹٬۴۷۰     |
| سازمان اداری و استخدامی کشور                      | ۲٬۴۸۹٬۰۹۰     |
| شورای برنامه‌ریزی مدیریت حوزه‌های علمیه خراسان      | ۱٬۶۸۰٬۰۰۰     |
| مجمع تشخیص مصلحت نظام                             | ۱٬۴۸۳٬۰۳۲     |
| شورای عالی امنیت ملی                              | ۴۶۲٬۳۰۰       |
| دبیرخانه مجلس خبرگان رهبری                        | ۹۸٬۲۰۰        |

## استان‌ها
| استان          | منابع عمومی (میلیون ریال) |
| تهران          | ۲٬۰۳۵٬۶۹۵٬۶۵۴             |
| اصفهان         | ۳۲۰٬۴۰۲٬۲۷۰               |
| خوزستان        | ۲۳۵٬۹۳۷٬۷۵۰               |
| کرمان          | ۲۳۵٬۸۳۳٬۴۲۰               |
| خراسان رضوی    | ۱۶۱٬۸۰۲٬۸۴۵               |
| هرمزگان        | ۱۵۶٬۱۹۷٬۲۸۰               |
| بوشهر          | ۱۳۳٬۲۱۵٬۳۳۰               |
| یزد            | ۱۲۵٬۶۱۹٬۵۵۰               |
| آذربایجان شرقی | ۱۱۶٬۲۳۵٬۶۰۰               |
| مرکزی          | ۱۰۹٬۳۱۸٬۷۲۵               |
| فارس           | ۱۰۷٬۴۱۰٬۲۲۲               |
| البرز          | ۱۰۳٬۳۸۳٬۲۸۰               |